# Tangxia, Pengjiang
Tangxia (kinesiska: 棠下) är en köping i sydöstra Kina. Den ligger i stadsdistriktet Pengjiang i staden Jiangmen i provinsen Guangdong,  omkring 56 kilometer sydväst om provinshuvudstaden Guangzhou. Antalet invånare är 76 021. Befolkningen består av 37 653 kvinnor och 38 368 män. Barn under 15 år utgör 14,0 %, vuxna 15-64 år 77 %, och äldre över 65 år 8,0 %.